# Ido Levy
Ido Levy (hebräisch עידו לוי; * 31. Juli 1990)  ist ein israelischer Fußballspieler.

## Karriere

### Verein
Levy begann seine Karriere 2008 in der Jugendverein von Maccabi Netanja und spielte bis 2009.  Sein Debüt für die erste Mannschaft gab er am 12. November 2008 im Toto Cup gegen Beitar Jerusalem. In der Saison 2010/11 wurde er an Hapoel Herzliya ausgeliehen. Nach seiner Rückkehr zu Maccabi Netanya spielte Levy bis 2015 für den Verein. Im September 2015 wechselte Levy zu Hapoel Ra'anana, wo bis 2020 spielte.
Im August 2020 unterschrieb Levy einen Vertrag bei Hapoel Haifa, kam jedoch nur zu zwei Einsätzen. Im Januar 2021 wechselte er zu Hapoel Hadera.

### Nationalmannschaft
Levy spielte von 2011 bis 2013 für die israelische U21-Nationalmannschaft. Er absolvierte 12 Länderspiele und nahm an der U21-Europameisterschaft 2013 in Israel teil.